# Dweezil Zappa
Dweezil Zappa, nato Ian Donald Calvin Euclid Zappa (Los Angeles, 5 settembre 1969), è un chitarrista e attore statunitense, figlio del famoso musicista Frank Zappa e di Gail Sloatman.

## Biografia
È il secondo di quattro figli: la sorella maggiore Moon Unit, la sorella minore Diva e il fratello minore Ahmet. È cugino dell'attrice Lala Sloatman. Il famoso padre era di origine siciliana, esattamente di Partinico in Provincia di Palermo, mentre la madre era di origini danesi, francesi, irlandesi e portoghesi. Al momento della nascita, essendo nato prematuro, giunse un prete per il battesimo e, al momento, rifiutò di battezzarlo col nome "Dweezil". Il padre Frank dovette ripiegare su un nome composto da quelli di suoi amici musicisti, Ian Donald Calvin Euclide Zappa. Cinque anni dopo, il nome venne poi cambiato all'anagrafe in Dweezil.
Inizia negli anni ottanta come vj di MTV. Nel 1982 debutta come musicista con il singolo My Mother is a Space Cadet e nel 1986 con l'album Havin' a Bad Day, seguito nel 1988 da My Guitar Wants to Kill Your Mama. Nel 1991 esce il doppio album Confessions, co-prodotto da Nuno Bettencourt. Fin dai primi anni novanta lavora a un progetto chiamato What The Hell Was I Thinking?, un unico brano da 75 minuti con una lista di ospiti chitarristi da Jeff Beck a Edward Van Halen e tanti altri, che però non vedrà mai la luce a causa di diversi problemi. Nel frattempo fa qualche apparizione in vari show televisivi, sia come attore, nella sitcom Normal Life insieme alla sorella Moon Unit, sia come doppiatore del personaggio Ajax Duckman della serie animata Duckman, sia come musicista per la sigla del The Ben Stiller Show. Compare anche nello show televisivo The Happy Hour insieme col fratello Ahmet nel 1999. Nel 1994 forma gli Z con il fratello Ahmet alla voce, il polistrumentista Mike Keneally al piano e il bassista Scott Thunes. La band realizza il primo disco, Shampoohorn nel 1993, seguito nel 1996 da Music for Pets. Nel 2000 torna da solista con l'album Automatic, seguito solo sei anni dopo da Go with What You Know. Lo stesso anno parte il progetto Zappa Plays Zappa, con cui gira il mondo suonando la musica del padre Frank insieme ad altri musicisti e ospiti famosi. Nel 2008 il progetto realizza un album omonimo.
È lunga la serie di partecipazioni nelle produzioni di altri musicisti, come nel video di Heartbeat di Don Johnson (1987), la cover di Purple Haze dall'album Winger della band omonima (1988), Top Of The World dall'album 911 di Ron Thal (Bumblefoot) (2001), Genius in France dall'album Poodle Hat di "Weird Al" Yankovic (2003) e altri. Ha anche una parte nel film L'implacabile di Paul Michael Glaser (1987) con Arnold Schwarzenegger e piccole parti in episodi di alcune serie televisive, come Papà Noè, La vita secondo Jim e altri.

## Vita privata
Ha una prima relazione sentimentale con Katie Wagner, figlia dell'attore Robert Wagner, successivamente con l'attrice Molly Ringwald al debutto del film Bella in rosa, in cui compare in un cameo. Altre brevi storie sentimentali con le attrici Jill Sayre e Sharon Stone. La prima relazione di lunga durata è con la musicista Lisa Loeb, con la quale scrive e suona musica in tour e realizza anche uno show televisivo, Dweezil & Lisa nel 2004. Nell'estate dello stesso anno i due si separano. Il 3 settembre 2005 sposa la stilista Lauren Knudsen dalla quale avrà due figlie: Zola Frank Zappa (2006) e Ceylon Indira Zappa (2008). I due divorzieranno nel marzo 2010.

## Strumentazione

### Chitarre
- Gibson SG
- Hagström Viking
- Fender Stratocaster
- Baby Snake SG
- Gibson Les Paul
- Gibson ES-5 Switchmaster
- Moser S.G

### Amplificatori
- Acoustic 270
- Peavey Wiggy
- Cornford MK 5011
- Cornford MK 50H
- Cornford RK 100
- Cornford 4x12 Cabinet
- Blankenship Leeds 18w
- Fender Super-Sonic head
- Fender Cyber-Twin SE
- Fender '65 Twin Reverb
- Fender G-DEC

## Discografia

### Solista

#### Album in studio
- 1986 - Havin' a Bad Day
- 1988 - My Guitar Wants to Kill Your Mama
- 1991 - Confessions
- 2000 - Automatic
- 2006 - Go with What You Know
- 2015 - Via Zammata'[2]

#### Singoli
- 1982 - My Mother is a Space Cadet

### Con Z
- 1994 - Shampoohorn
- 1996 - Music for Pets

### Con Zappa Plays Zappa
- 2008 - Zappa Plays Zappa

### Partecipazioni
- 1986 - Don Johnson - Heartbeat
- 1988 - Winger - Winger
- 1989 - Fiona - Heart Like a Gun
- 1990 - Extreme - Extreme II: Pornograffitti
- 1992 - Spinal Tap - Break Like the Wind
- 1994 - Blues Saraceno - Hairpick
- 1996 - Warren DeMartini - Crazy Enough to Sing to You
- 1997 - Pat Boone - In a Metal Mood: No More Mr. Nice Guy
- 2000 - Kip Winger - Songs from the Ocean Floor
- 2001 - Ron Thal - Top of the World (singolo dall'album 911)
- 2002 - Great White - Recover
- 2003 - "Weird Al" Yankovic - Poodle Hat
- 2004 - Gene Simmons - Asshole
- 2005 - Ozzy Osbourne - Prince of Darkness

### Tribute album
- 1999 - Little Guitars: A Tribute to Van Halen
- 2000 - Bat Head Soup: A Tribute to Ozzy

## Doppiatori italiani
- Luigi Ferraro in Duckman